# Palazzo dei Notai

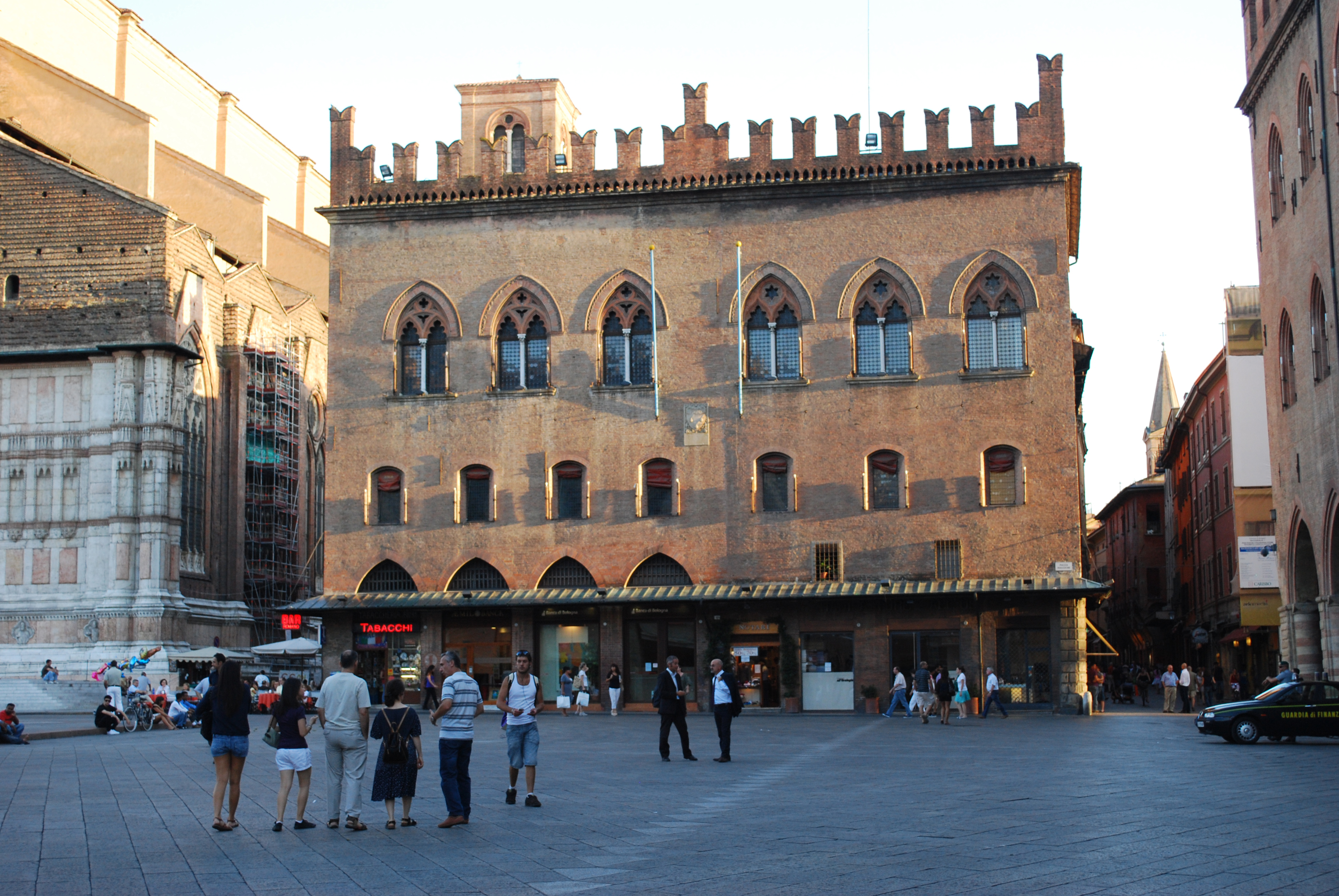
Palazzo dei Notai, Hauptfassade an der Piazza Maggiore

Der Palazzo dei Notai  ist ein Palast in Bologna in der italienischen Region Emilia-Romagna. Er liegt in der Via de’ Pignattari 1 an der Südseite der Piazza Maggiore.

## Geschichte und Beschreibung
Der Palast entstand zwischen 1319 und 1328 aus dem Zusammenschluss mehrerer Gebäude als Gesellschaftssitz der Società dei Notai (dt.: Gesellschaft der Notare). Die Gebäude waren bereits zwischen 1287 und 1322 von der Gesellschaft erworben worden und zwischen 1304 und 1322 Teile des vormals im Palazzo d’Accursio untergebrachten Archivs in den im Entstehen begriffenen Gebäudekomplex umgezogen. Das 1328 bezogene Gebäude unterschied sich wesentlich von dem heutigen Palast und ähnelte mehr einer kleinen Festung.
1384 Jahre wurde der Teil gegenüber der Basilika San Petronio unter der Leitung von Berto Cavalletto und Lorenzo da Bagnomarino umgebaut und erhielt sein heutiges Aussehen, während der zum Palazzo d’Accursio hin von Bartolomeo Fioravanti um 1437 erneuert wurde. Im Laufe der Jahrhunderte wurde er mehrmals baulich verändert. Der Bau diente bis zur Gründung der Cisalpinischen Republik 1797 ununterbrochen als Sitz der Notargesellschaft und nach der napoleonischen Epoche erneut bis 1873.
1908 wurde der 1873 in den Besitz der Gemeinde übergegangene Palast unter der Leitung von Alfonso Rubbiani vollständig restauriert. Dabei wurden die nach der Errichtung im 14. Jahrhundert erfolgten baulichen Veränderungen rückgängig gemacht und ein Relief mit dem Wappen der Società dei Notai an der Hauptfassade angebracht. Eine weitere Restaurierung erfolgte 1979.
Das Gebäude wird von der Stadt für Sonderausstellungen und Veranstaltungen genutzt und kann sonst nicht besichtigt werden.
Im Inneren finden sich Fresken aus dem 15. Jahrhundert und das Wappen der Notare. Charakteristisch für den gotischen Mauerziegelbau sind seine gekuppelten Spitzbogenfenster an der zur Piazza gewandten Hauptfassade sowie die Schwalbenschwanzzinnen.